# Kabupaten Tabalong
Kabupaten Tabalong är ett kabupaten i Indonesien.   Det ligger i provinsen Kalimantan Selatan, i den nordvästra delen av landet, 1 100 km nordost om huvudstaden Jakarta. Antalet invånare är 218 620.